# (8483) Kinwalaniihsia
(8483) Kinwalaniihsia est un astéroïde de la ceinture principale.

## Description
(8483) Kinwalaniihsia est un astéroïde de la ceinture principale. Il fut découvert le 16 septembre 1988 à Cerro Tololo par Schelte J. Bus. Il présente une orbite caractérisée par un demi-grand axe de 2,39 UA, une excentricité de 0,08 et une inclinaison de 7,4° par rapport à l'écliptique.

## Compléments